# Nationalratswahlkreis St. Gallen-Mitte
Der Nationalratswahlkreis St. Gallen-Mitte war ein Wahlkreis bei Wahlen in den Schweizer Nationalrat. Er bestand von 1890 bis 1919 (Einführung des heute üblichen Proporzwahlrechts) und umfasste den zentralen Teil des Kantons St. Gallen.

## Wahlverfahren
Hierbei handelte es sich um einen Pluralwahlkreis. Dies bedeutet, dass zwar mehrere Sitze zu verteilen waren, jedoch das Majorzwahlrecht zur Anwendung gelangte. Im Sinne der romanischen Mehrheitswahl benötigte ein Kandidat die absolute Mehrheit der Stimmen, um gewählt zu werden. Zur Verteilung aller Sitze waren unter Umständen mehrere Wahlgänge notwendig. Jeder Wähler hatte so viele Stimmen, wie Sitze zu vergeben waren.

## Bezeichnung und Sitzzahl

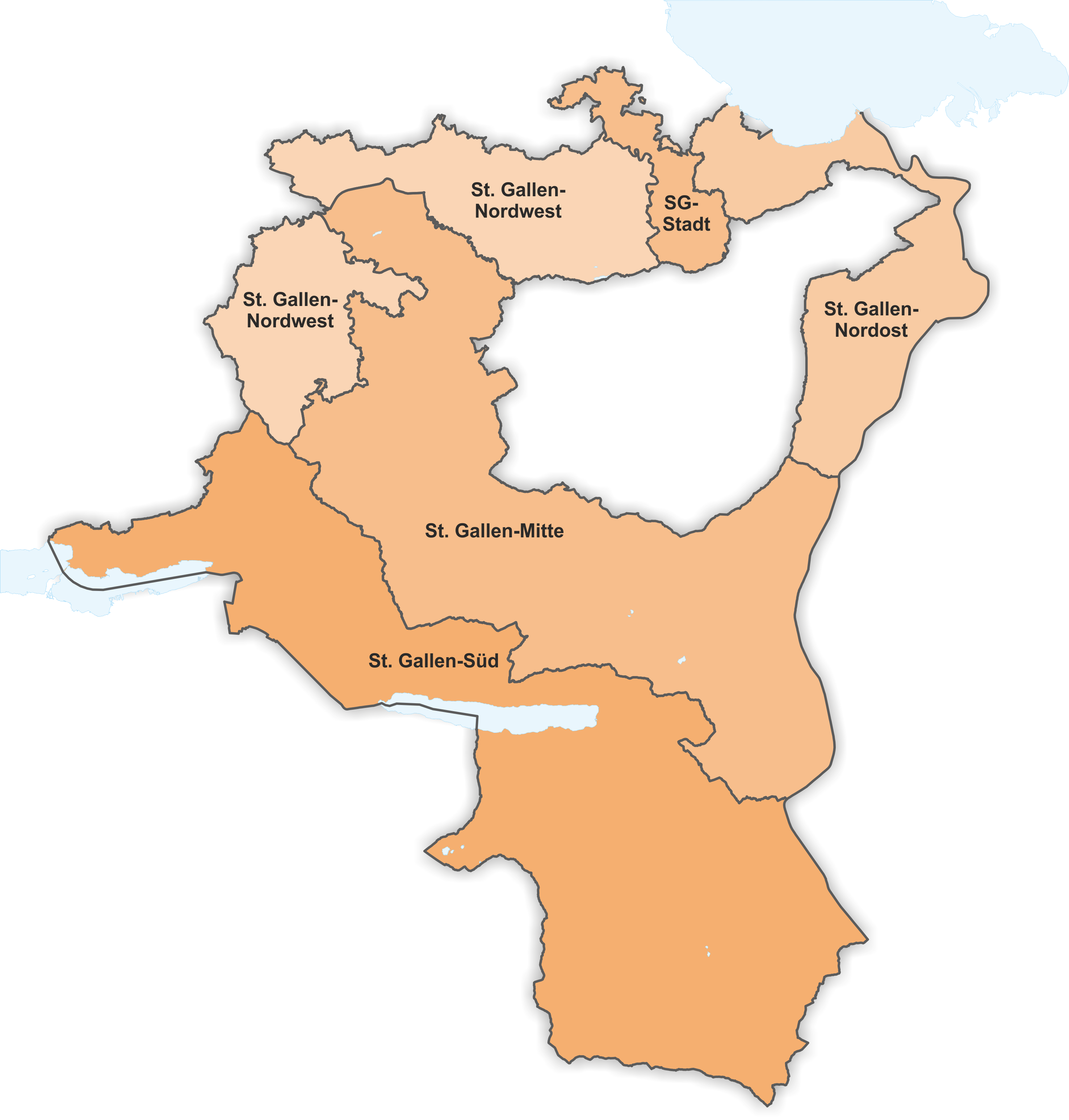
Wahlkreise Kanton St. Gallen 1890–1902

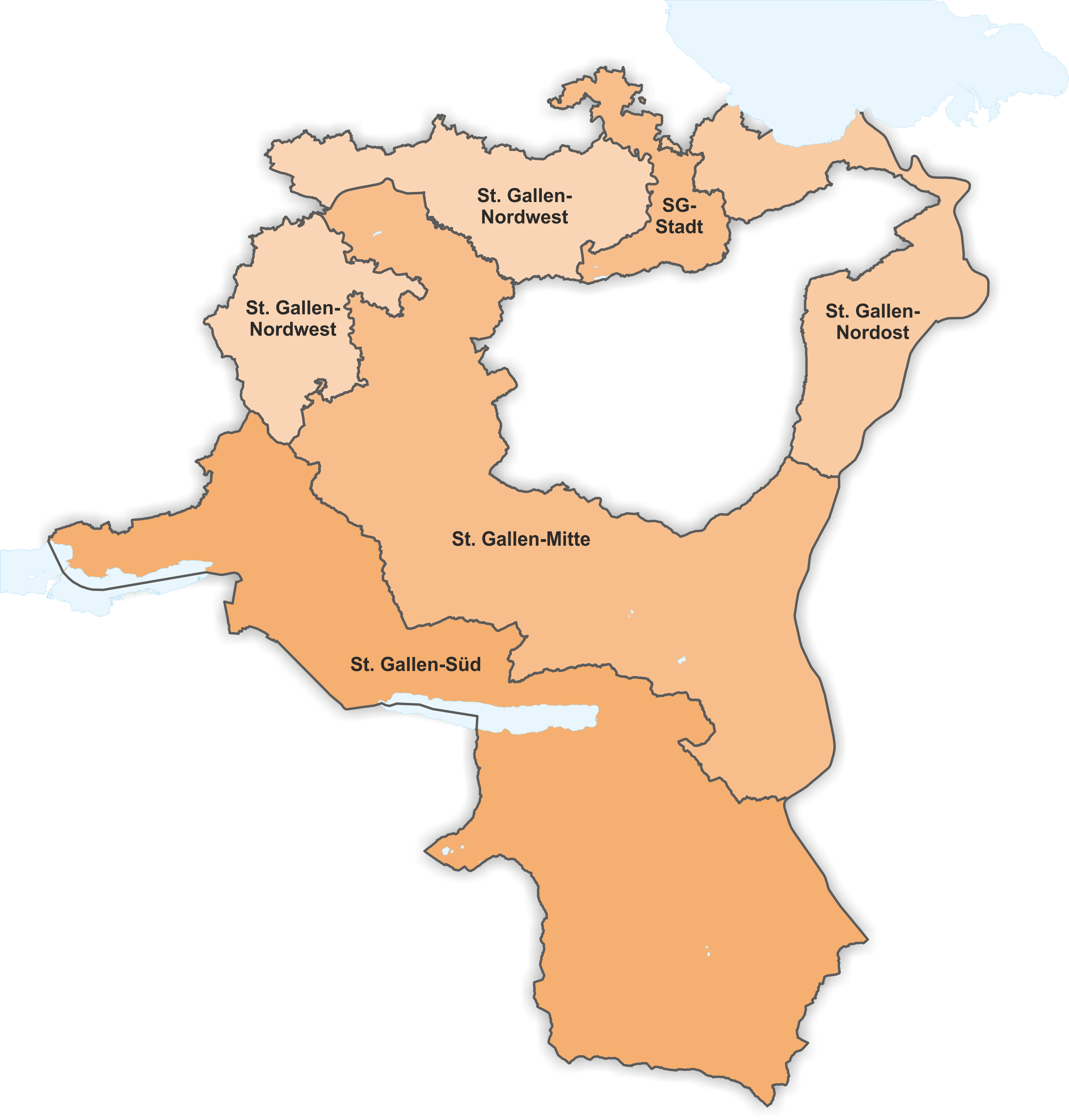
Wahlkreise Kanton St. Gallen 1902–1911

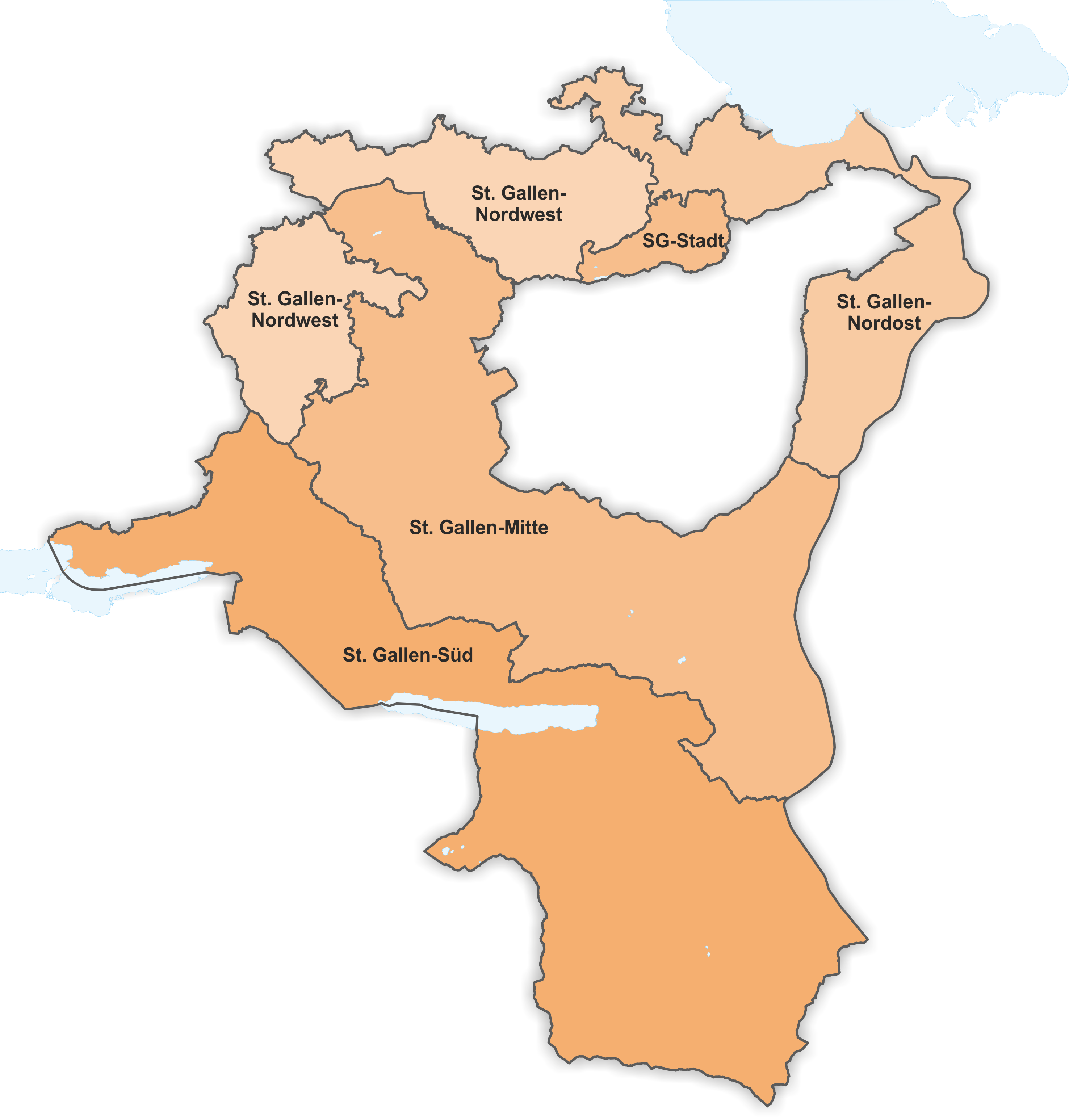
Wahlkreise Kanton St. Gallen 1911–1919

St. Gallen-Mitte ist eine inoffizielle geographische Bezeichnung. Im amtlichen Gebrauch üblich war eine über die gesamte Schweiz angewendete fortlaufende Nummerierung, geordnet nach der Reihenfolge der Kantone in der schweizerischen Bundesverfassung. Aufgrund der wechselnden Anzahl im Laufe der Jahre erhielten manche Wahlkreise mehrmals eine neue Nummer. St. Gallen-Mitte trug ab 1890 die Nummer 33 und ab 1911 die Nummer 32.
St. Gallen-Mitte standen zunächst 2 Sitze zur Verfügung, ab 1911 waren es 3 Sitze.

## Ausdehnung
Das Gebiet des Wahlkreises wurde am 20. Juni 1890 mit dem «Bundesgesetz betreffend die Wahlen in den Nationalrath» verbindlich festgelegt, als man grosse Teile der Wahlkreise St. Gallen-Nordwest und St. Gallen-Süd zusammenlegte. St. Gallen-Mitte umfasste:
- den Bezirk Neutoggenburg
- den Bezirk Obertoggenburg
- den Bezirk Untertoggenburg
- den Bezirk Werdenberg

1919 wurden die fünf St. Galler Wahlkreise zum heute noch bestehenden Nationalratswahlkreis St. Gallen zusammengelegt, in welchem das Proporzwahlrecht gilt.

## Nationalräte
- G = Gesamterneuerungswahl
- E = Ersatzwahl bei Vakanzen

| Datum                            | Wahl | Gewählte | Gewählte                                        | Partei |
| -------------------------------- | ---- | -------- | ----------------------------------------------- | ------ |
| 26.10.1890 09.11.1890 25.01.1890 | G    |          | Eduard Steiger                                  | DP     |
| 26.10.1890 09.11.1890 25.01.1890 | G    |          | Johann Georg Berlinger, Carl Hilty              | FL     |
|                                  |      |          |                                                 |        |
| 29.10.1893                       | G    |          | Carl Hilty, Eduard Steiger                      | DP     |
| 29.10.1893                       | G    |          | Johann Georg Berlinger                          | FL     |
|                                  |      |          |                                                 |        |
| 25.10.1896                       | G    |          | Carl Theodor Curti                              | DP     |
| 25.10.1896                       | G    |          | Johann Georg Berlinger, Carl Hilty              | FDP    |
|                                  |      |          |                                                 |        |
| 29.10.1899                       | G    |          | Carl Theodor Curti                              | DP     |
| 29.10.1899                       | G    |          | Johann Georg Berlinger, Carl Hilty              | FDP    |
|                                  |      |          |                                                 |        |
| 04.11.1900                       | E    |          | Ernst Wagner                                    | FDP    |
|                                  |      |          |                                                 |        |
| 26.10.1902                       | G    |          | Johann Jakob Bösch, Carl Hilty, Ernst Wagner    | FDP    |
|                                  |      |          |                                                 |        |
| 29.10.1905                       | G    |          | Johann Jakob Bösch, Carl Hilty, Ernst Wagner    | FDP    |
|                                  |      |          |                                                 |        |
| 25.10.1908                       | G    |          | Robert Forrer, Carl Hilty, Ernst Wagner         | FDP    |
|                                  |      |          |                                                 |        |
| 30.11.1909                       | E    |          | Gallus Schwendener                              | FDP    |
|                                  |      |          |                                                 |        |
| 29.10.1911                       | G    |          | Robert Forrer, Gallus Schwendener, Ernst Wagner | FDP    |
|                                  |      |          |                                                 |        |
| 25.10.1914                       | G    |          | Robert Forrer, Gallus Schwendener, Ernst Wagner | FDP    |
|                                  |      |          |                                                 |        |
| 28.10.1917                       | G    |          | Robert Forrer, Gallus Schwendener, Ernst Wagner | FDP    |

## Quelle
- Erich Gruner: Die Wahlen in den Schweizerischen Nationalrat 1848–1919. Band 3. Francke Verlag, Bern 1978, ISBN 3-7720-1445-3.